# Oreophryne crucifer
Oreophryne crucifer és una espècie de granota que viu a Indonèsia.